# Trasilo

Mapa de la guerra del Peloponeso, en la que participó Trasilo.

Trasilo (griego antiguo Θράσυλλος, Θράσυλος; muerto en 406 a. C.) fue un strategos (un «general») y político ateniense que alcanzó gran relevancia política en los últimos años de la guerra del Peloponeso. Apareció por primera vez en la vida política ateniense en 411 a. C., poco antes del golpe de Estado del año 410 a. C., y desempeñó un importante papel en la organización de la resistencia de la facción democrática. En concreto, Trasilo se encargó de preparar una flota ateniense en Samos. Ahí fue elegido strategos por los soldados y marineros de la flota, y mantuvo ese cargo hasta que fue ejecutado tras la batalla de Arginusas.

## Tras el golpe de Estado
Trasilo ocupaba un mero rango de hoplita en 410 a. C., cuando los revolucionarios de la oligarquía ateniense conspiraron junto con sus colegas de Samos para organizar un golpe de Estado conjunto en ambas localidades. Sin embargo, fue uno de los cuatro atenienses (los otros tres fueron Trasíbulo, León y Diomedonte) a los que acudieron los demócratas de Samos en busca de ayuda frente al golpe. Estos cuatro líderes fueron capaces de abortar el golpe de Estado de Samos, aunque el de Atenas sí que se produjo, dejando a la flota controlada por los demócratas y en oposición a su ciudad madre, controlada por los oligarcas. En los acontecimientos que se fueron produciendo, los generales de Samos fueron depuestos por los soldados y los marineros de la flota, y Trasíbulo y Trasilo fueron elegidos para reemplazarles.
Trasilo continuó manteniendo la posición de strategos durante varios años y a través de una serie de campañas militares. Después de los acontecimientos de 410 a. C., dirigió una flota ateniense para atacar las ciudades rebeldes de Lesbos. Sin embargo, mientras que hacía eso permitió que el almirante espartano Míndaro pasase a través de su posición para llegar al Helesponto con la flota espartana (lo cual, según la valoración del historiador Donald Kagan, habría sido un error estratégico por parte de Trasilo). Trasilo persiguió a Míndaro con su flota, que combinó con otros destacamentos atenienses de Sestos. Desde ahí, los atenienses, con Trasíbulo al mando del contingente global, navegaron al Helesponto y derrotaron a Míndaro en la batalla de Cinosema, poniendo fin a la crisis. Trasilo, tanto en esta batalla como en la posterior victoria ateniense en la batalla de Abidos, estuvo al mando de un ala de la flota, pero luego se descolgó de la flota principal con un destacamento. Después de su partida Trasíbulo, Terámenes y Alcibíades destruyeron a Míndaro y a su flota en la batalla de Cícico.

## Durante la democracia
Después del 410 a. C., Trasilo volvió a Atenas para reclutar más tropas destinadas a las futuras campañas tanto en el mar Egeo como en otros lugares. Mientras estaba ahí, el rey espartano Agis II dirigió su ejército contra las murallas de Atenas, buscando asustar a la ciudad y hacerla capitular. Trasilo marchó con el ejército ateniense, pero no llegó a enfrentarse con los espartanos más allá de la protección de sus propias murallas. Sin embargo, tuvo éxito en algunas de las escaramuzas que se sucedieron con los espartanos cuando estaban en retirada.
En el verano siguiente, Trasilo navegó fuera de Atenas con una fuerza importante con la que debería comenzar una campaña en Jonia. Una vez ahí fue capaz de capturar rápidamente la ciudad de Colofón y saqueó el territorio jonio, pero fue derrotado en las afueras de Éfeso por una fuerza combinada de efesios, persas y siracusanos, por lo que se vio obligado a retirarse con sus tropas a Notio y luego a Lámpsaco, en donde se unió a la principal fuerza ateniense que operaba en el Helesponto —Kagan critica también en este caso la capacidad de Trasilo como general en esta campaña, comentando que malgastó demasiado tiempo en saquear la zona cuando una acción más decisiva le habría permitido una captura rápida de Éfeso, de mayor valor estratégico—.
En Lámpsaco, las tropas de Trasilo, que volvían después de recibir una deshonrosa derrota, fueron en un principio rechazadas por las tropas que habían servido en Cinosema y Abidos, que las obligaron a acampar aparte. La tensión entre ambos grupos desapareció después de que los atenienses atacasen Abidos. Trasilo dirigió treinta naves y los atenienses lograron derrotar a la flota persa, pero no lograron tomar la ciudad. El ejército ateniense logró, sin embargo, tomar Calcedón, Bizancio y otras ciudades del Helesponto durante el verano de 408 a. C. Trasilo dirigió varios destacamentos en distintas operaciones durante este periodo. Retornó a Atenas, junto con la mayor parte de la flota y sus comandantes, en lo que supondría el retorno triunfal de Alcibíades a la ciudad que le había exiliado.

## Arginusas
Trasilo no mantuvo el cargo de strategos en el periodo entre 407 y 406 a. C., pero retornó al cargo al año siguiente, cuando Alcibíades y sus socios políticos fueron apartados del poder tras la derrota ateniense en Notio. Trasilo permaneció en la ciudad durante la primera parte de su nuevo mandato mientras que Conón, otro general, partió a Samos para tomar el mando de la flota. Tuvo un éxito inicial en asediar el territorio enemigo, pero el tremendo apoyo financiero que los espartanos estaban recibiendo del príncipe persa Ciro les permitió ampliar su flota hasta que los atenienses se vieron en grave inferioridad numérica. Obligado a enfrentarse con 70 trirremes contra una flota espartana compuesta por 170, Conón fue derrotado y bloqueado en Mitilene, siendo apenas capaz de enviar un trirreme a Atenas con las noticias de su situación.
Cuando las noticias de la crisis llegaron a Atenas, la ciudad se vio enfrentada a una situación desesperada. Para poder enfrentarse a la gran flota peloponesia contaba con 40 trirremes listos para la batalla, y a ello se añadía que la mayor parte de las cuadrillas de marineros con experiencia se encontraban en la flota de Conón. Para financiar la reconstrucción de su flota, los atenienses se vieron obligados a derretir las estatuas de la acrópolis, y aun así las 110 naves que la ciudad logró juntar tras la construcción estaban compuestas por una mezcla de remeros con poca experiencia, granjeros, caballeros adinerados y esclavos emancipados. Los ocho generales que permanecían en Atenas, Trasilo incluido, zarparon con esta nueva flota, y no se conoce si alguno de ellos había sido nombrado comandante supremo. La flota ateniense, reforzada con otras 55 naves procedentes de ciudades aliadas, se enfrentó a la flota espartana de 120 naves bajo el mando de Calicrátidas en las islas Arginusas, justo al sur de Lesbos. En la batalla, los atenienses dividieron su flota en ocho divisiones autónomas, con Trasilo al mando del ala derecha frontal.
Mediante una táctica que buscaba evitar que los espartanos pudiesen aprovechar su superioridad, los atenienses lograron desgastar a su enemigo, y el día finalizó con una decisiva victoria ateniense. El resto de la flota espartana huyó hacia el sur, dejando 70 naves detrás, y la fuerza de bloqueo de Mitilene huyó tras recibir noticias del resultado de la batalla.

## Tormenta, controversia, juicio y ejecución

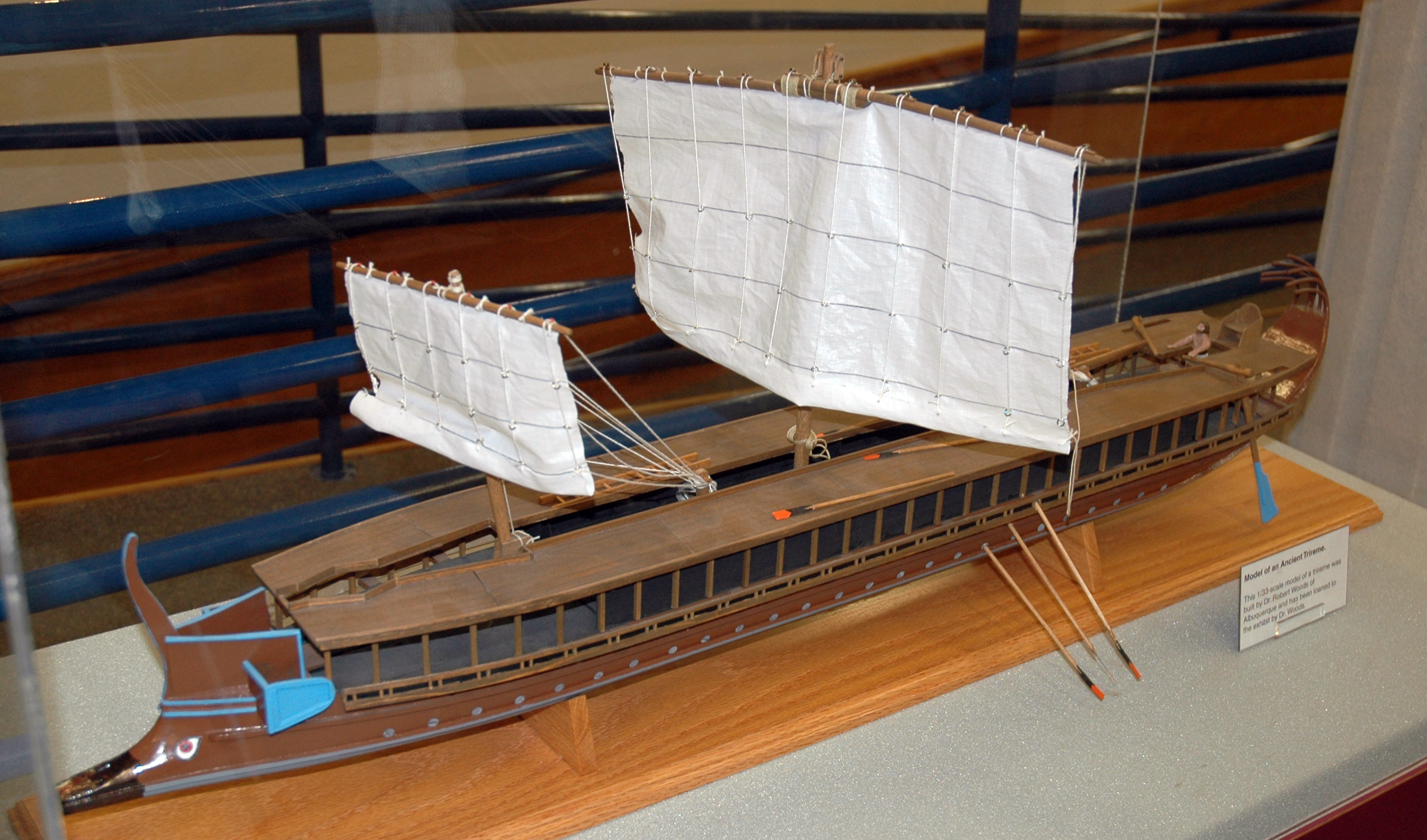
Antigua trirreme griega. 25 trirremes atenienses fueron desarboladas o hundidas en Arginusas, y Trasíbulo y Terámenes fueron enviados a rescatar a los supervivientes.

Tras esta importante victoria, los ocho generales se reunieron y decidieron partir conjuntamente con la parte más grande de la flota para enfrentarse a la fuerza de asedio de Mitilene. Mientras tanto, los trierarcas Trasíbulo y Terámenes permanecerían con 47 naves para rescatar a los supervivientes de las naves atenienses dañadas. Sin embargo, poco después de que la fuerza principal hubiese partido, comenzó una fuerte tormenta que impidió al destacamento de rescate llevar a cabo su labor. El resultado fue un desastre: un gran número de atenienses perecieron ahogados. Si bien se desconoce la cifra exacta de muertos, las magnitudes que se han barajado rondan entre los casi 1000 marineros y soldados hasta casi 5000.
En Atenas se produjo una gran tormenta política a la recepción de las noticias sobre la tragedia. La población, desolada por los acontecimientos, quería depurar las responsabilidades señalando a los culpables de los acontecimientos. El pueblo estaba furioso no solo por las muertes, sino porque tampoco se había podido recuperar los cuerpos de los cadáveres para su entierro (en la atmósfera religiosa de Grecia, este hecho podría haber sido casi tan serio a ojos del pueblo ateniense como el mismo abandono de los supervivientes en el mar). Los generales sospechaban que Trasíbulo y Terámenes, que ya habían vuelto a Atenas, podrían haber sido los responsables de hacer que la asamblea les hiciese a ellos responsables de los hechos, por lo que Trasilo y sus colegas escribieron cartas al pueblo denunciando a los dos trierarcas como responsables del rescate fallido.
Los trierarcas fueron llamados ante la asamblea para dar cuenta de sus acciones, pero fueron capaces de defenderse adecuadamente, tras lo cual los generales fueron depuestos de sus cargos y llamados a retornar a Atenas. Dos de ellos huyeron, pero Trasilo y otros cinco volvieron a la ciudad. Su defensa, una vez en Atenas, encontró en un principio una buena respuesta por parte del pueblo. Sin embargo, el festival de las Apaturias, en la que las familias debían reunirse para las celebraciones, resultó ser una gran oportunidad para sus enemigos políticos para recordar al pueblo la gran pérdida que habían sufrido, y fue utilizada para exacerbar los sentimientos contrarios a los generales. Durante la asamblea celebrada al día siguiente, completamente viciada y llena de emotividad, la asamblea, dirigida por Calixeno, enjuició en masa a los generales y les condenó a todos a muerte. Aunque los atenienses pronto se arrepintieron de ello, fue demasiado tarde para Trasilo y sus camaradas. Los seis fueron ejecutados antes de que la asamblea pudiese reconsiderar su decisión.